# Шустиково
Шустиково — деревня в Наро-Фоминском районе Московской области, входит в состав сельского поселения Веселёвское. Численность постоянного населения по Всероссийской переписи 2010 года — 454 человека, в деревне числятся 2 садовых товарищества. До 2006 года Шустиково было центром Шустиковского сельского округа.
Деревня расположена в юго-западной части района, на безымянном левом притоке реки Руть (приток Протвы), примерно в 14 км к юго-западу от города Верея, у границы с Можайским районом, высота центра над уровнем моря 199 м. Ближайшие населённые пункты — Рубцово в 0,5 км на юго-запад и Крюково 1,5 км на юго-запад.